# Fahan
Fahan (iriska: Fathain) är en ort i republiken Irland.   Den ligger i grevskapet County Donegal och provinsen Ulster, i den norra delen av landet, 210 km norr om huvudstaden Dublin. Fahan ligger 15 meter över havet och antalet invånare är 569.
Terrängen runt Fahan är kuperad österut, men västerut är den platt. Havet är nära Fahan västerut.Runt Fahan är det ganska glesbefolkat, med 40 invånare per kvadratkilometer. Närmaste större samhälle är Buncrana, 5,2 km norr om Fahan. Trakten runt Fahan består i huvudsak av gräsmarker.